# Wiejski proboszcz

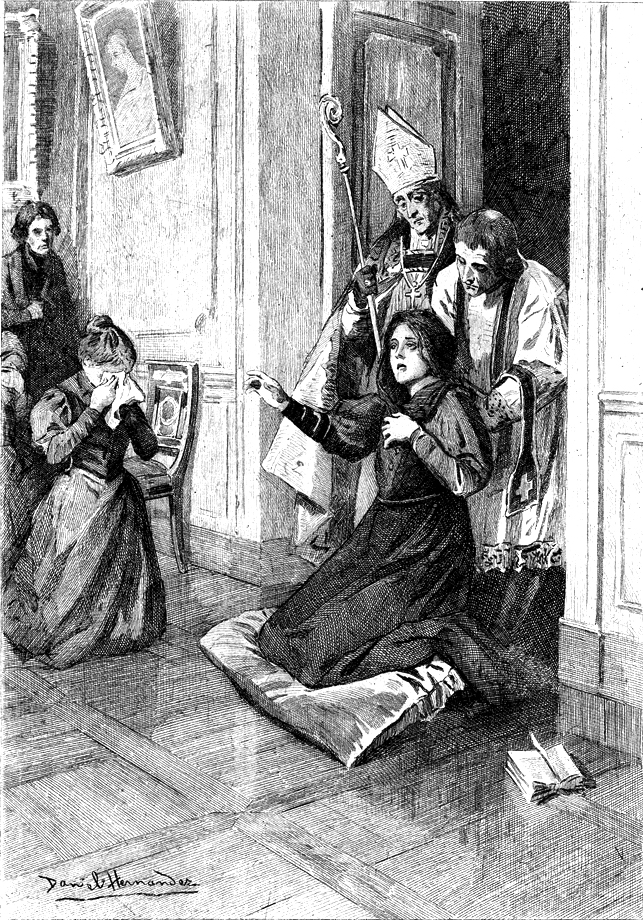

Wiejski proboszcz (oryg. fr. Le Curé de village) – powieść Honoriusza Balzaka z cyklu Komedia ludzka, po raz pierwszy opublikowana w czasopiśmie La Presse w 1839.

## Treść
Bohaterka utworu, Weronika Graslin, zdradza męża z chłopem z Montegnac, Tascheronem. By zdobyć środki finansowe niezbędne dla ich ucieczki za granicę, dopuszcza się on zabójstwa, lecz zostaje schwytany i skazany na śmierć. W czasie procesu nie wspomina imienia swojej kochanki, która popchnęła go do popełnienia przestępstwa, a następnie zostaje zgilotynowany. Pełna wyrzutów sumienia Graslin osiedla się na stałe w Montegnac i przy pomocy proboszcza Bonneta poświęca resztę majątku i życia na pracę na rzecz poprawy życia chłopów (opłaca np. prace melioracyjne). Żyjąc w całkowitym osamotnieniu, zyskuje opinię niemal świętej. Dopiero przed śmiercią wyznaje publicznie, w kościele, motywy swojego postępowania.

## Cechy utworu
Wiejski proboszcz, podobnie jak Chłopi, jest utworem wyrastającym z zainteresowania pisarza sytuacją wsi francuskiej i koniecznością dokonania na niej gruntownych zmian, jak i kolejną w Komedii ludzkiej analizą wielkiej namiętności, która z przyczyn społecznych nie może być spełniona. Równocześnie jednak stanowi wyraźny głos autora za powrotem do tradycyjnych wartości życiowych i organizacji życia wokół religii i decyzji mądrych władz. Tej funkcji utworu służy wyeksponowanie postaci proboszcza Bonneta i umieszczenie go w tytule utworu. Takie przesłanie dzieła blisko wiązało się z wpływem nań atmosfery swojej epoki (poważne rozczarowanie monarchią lipcową), jak i Eweliny Hańskiej, kobiety głęboko religijnej. Równocześnie dzieło łączy funkcję moralizatorską (niektórzy krytycy widzieli w Wiejskim proboszczu dopełnienie innej powieści o tym charakterze, Lekarza wiejskiego) z opisem życia na wsi, szczegółową analizą obyczajów chłopów, ich postawy w obliczu zmian zachodzących w kraju i w najbliższym otoczeniu.